# Helena Ostrowicka
Helena Ostrowicka – polska pedagożka, prof. dr hab. nauk społecznych, dziekan Wydziału Pedagogiki Uniwersytetu Kazimierza Wielkiego.

## Życiorys
W 1999 uzyskała tytuł magistra pedagogiki w Wyższej Szkole Pedagogicznej w Bydgoszczy. 10 lutego 2004 obroniła pracę doktorską nt. Orientacje społeczno-polityczne młodzieży (działaczy młodzieżowych organizacji afiliowanych przez partie). 5 lipca 2016 habilitowała się na podstawie dorobku naukowego i monografii zatytułowanych Urządzanie młodzieży. Studium analityczno-krytyczne. Przemyśleć z Michelem Foucaultem edukacyjne dyskursy o młodzieży. Dyspozytyw i urządzanie. W 2024 otrzymała tytuł profesora nauk społecznych.
Została zatrudniona na stanowisku adiunkta w Instytucie Pedagogiki na Wydziale Pedagogiki i Psychologii Uniwersytetu Kazimierza Wielkiego.
Awansowała na stanowisko profesora uczelni, a następnie profesora. Pełni funkcję kierowniczki Katedry Metodologii Badań i Studiów nad Dyskursem oraz dziekana Wydziału Pedagogiki Uniwersytetu Kazimierza Wielkiego.
Jest członkinią Sekcji Metodologii Badań i Sekcji Pedagogiki Młodzieży Komitetu Nauk Pedagogicznych PAN.